# 基督教正生會
基督教正生會是一個基督教福音戒毒慈善組織，於1985年由基督徒林希聖創辦，正生取自「悔改歸正」、「出死入生」之意，主要服務對象為成癮者（包括毒癮），提供住院輔導服務、正規學校教育及各項職業訓練。

## 歷史
正生會於1985年成立，由林希聖創辦。他創辦正生會前從事裝修工程生意，知名小說家金庸曾經是他的顧客。1980年代初，林希聖接到一個在晨曦島工程，他在那兒看見如何幫助戒毒者，深受感動，於是決定聯同其他基督徒一同創辦正生會。
初期正生會於新界錦田設立一所戒毒農場，佔地五萬呎，收容男性吸毒者。雖然資源短缺，設施極其簡陋，但成效甚高，已獲得社會關注。其後於1993年在大嶼山芝麻灣設立專門輔導男性青少年的戒毒中心，及於1995年在同一地點成立協助女性的戒毒中心。
1998年，正生會在芝麻灣戒毒中心成立基督教正生書院，是一所供邊緣少年和曾干犯與毒品有關問題的學生入讀的寄宿中學，亦為東南亞首家帶有戒毒功能的註冊中學，為香港的濫藥青少年提供正規教育，並收納了來自印尼、尼泊爾等亞洲地區的戒毒學員。
2000年於梅窩設立附有中途宿舍的成人職訓中心，及在屯門設立成人職訓中心。
2009年香港特別行政區政府建議在梅窩學校舊址籌建正生書院新校舍，以取代其殘破不碪的芝麻灣下徑舊校。梅窩居民以影響風氣及政府咨詢不足為由極力反對。事件引起香港傳媒關注，引發香港社會廣泛討論。
正生會由創會至2016年，一共接收了超過1200個戒毒學生或學員，其中800多個離校時已成功戒毒，150個完成香港中學會考，其中亦有學生或學員成功升讀大學，重投社會並重建人生。
2024年1月，正生會在捲入懷疑捐款詐騙案，涉款5,000多萬元，4名董事被捕，警方通緝3人包括正生書院校長陳兆焯、正生會創辦人林希聖和陳友志，同時凍結正生會資金。

## 轄下組織及設施
香港
- 基督教正生書院
- 霞澗正生青少年男/女戒毒及康復中心
- 梅窩成人戒毒及康復中心
- 社會企業：正生夢工場、Z-Cut、正生樂滿堂、正生雅博茶藝館

 中国大陆
- 順昌正生書院（非牟利）（小學、初中）
- 善恩園（正生會贊助）
  - 善恩小學（福州市闽侯县）
- 順昌正生農業發展有限公司
  - 周口分公司：正生愛之學校[4]、正生愛之農業
  - 饒平分公司：正生農場
- 武夷山正生旅遊發展有限公司

 日本
- 正生會株式會社
  - 日本長野淺澗山莊[5]

舊有服務
- 成人中心：屯門職業訓練中心及大澳成人中心
- 正生堂投資有限公司（生活輔導及職業培訓）

## 爭議

### 日本公司與慈善無關
- 正生在日本有「正生會株式會社」，屬牟利公司，但李沃饒、陳詠儀《多一個好人，少一個壞人》中提及的正生會株式會社在日本開商業公司是滾存資源，留待將來開展社會服務之用；根據壹週刊的報導正生在日本有「正生會株式會社」，屬牟利公司，該公司涉及股票買賣、物業買賣、金融業務投資、醫藥製造，書籍發行等商業事務，登記地址位於紅燈區，另外在中國大陸也有投資安老院及愛滋學校，但監管不善。[6][7]

### 轄下服務被指管理不善
- 在中國潮州的安老院，被當地政府批評管理不善；
- 河南的愛滋學校正生愛之學校，被壹週刊指迫學生做童工。[4]

### 武夷山旅遊公司被指牽涉色情業務
壹週刊於2009年報導，指追查後發現正生會創立的「武夷山正生旅遊發展有限公司」，其登記地址為提供夜總會、卡拉OK、足浴及色情按摩服務的場所，名為「康樂廣場」。總經理劉順生向記者表示自己因為「貪方便」而造成登記出錯，但記者再到「康樂廣場」視察時，場地人去樓空。

### 帳目不清被廉署調查
2009年8月，壹週刊指控正生會被指帳目不清，涉及挪用香港學生的資助於內地投資、扣起學生「綜援雙糧」、高昂學費等等，輿論質疑正生會濫用公帑。及後正生會召開記者會解畫，但因為未能提供財政報告等證明而未能平息事件。8月21日，廉政公署出動過百人員搜查正生會轄下大部分機構，以及創辦人林希聖及正生書院校長陳兆焯分別位於長洲及九龍塘的寓所。社會福利署亦要求正生會及正生書院向署方交代學員綜援款項的去向。 8月24日，正生會董事會主席及正生書院校董會主席聯合發聲明，表示會委託獨立核數師，將正生會及正生書院的帳目分開處理。正生書院亦將獨立註冊，與正生會的營運分開。

### 正生會涉詐騙案
正生會在2024年1月捲入懷疑捐款詐騙案，4名董事涉串謀詐騙被捕，包括李永雄、湯德崇、劉振華和鄭天諾；另有3名已離港董事被通緝，包括陳兆焯、林希聖和陳友志。案發後正生書院無法從董事會收到資金，導致支薪及日常運作大受影響，保安局從禁毒基金撥出逾100萬港元的應急援助金，讓正生書院渡過難關。
正生會董事會行政總裁李國基在6月7日宣佈，由於銀行帳號被凍結，基督教正生書院將會在7月7日停運，表示在無法支付員工薪資的情況下，要求他們繼續留下來是不切實際的做法；會方亦被政府拖欠工程費用350萬元、社署拖欠60萬元。正生書院校監崔康常批評，正生會董事會事前未有徵詢書院校董會，便逕自決定停運的決定在運作上有問題、也指責其把持書院財政。香港特區政府公開譴責正生會，聲稱「正生會惡意炮製此次所謂停運事件、將不願意解決營運資金的問題諉過於人」。正生會批評政府屢次單方面譴責會方，令他們百口莫辯。
根據《追新聞》的查證，正生會在2020年、2021年及2022年分別籌得捐款4,534萬、3,804萬及2,076萬，當中1,244萬、1,441萬及1,386萬成為了正生會的董事袍金及職員薪酬。而正生書院同期收到捐款僅95萬、185萬、100萬。